# La mesera
La mesera é uma telenovela mexicana, produzida pela Televisa e exibida em 1963 pelo Telesistema Mexicano.

## Elenco
- María Elena Marqués
- Raúl Ramírez
- Raúl Meraz
- Jesús Valero